# 洛普尚卡 (圖爾卡區)
49°16′46″N 22°45′27″E / 49.27944°N 22.75750°E
洛普尚卡（烏克蘭語：Лопушанка），是烏克蘭西部的村莊，隸屬利維夫州的桑比爾區。該村始建於十六世紀，面積1平方公里，海拔高度574米，2001年該村落人口474，該村落居民使用烏克蘭語。